# Birgitta Wolf
Birgitta Ericsdotter Wolf, född von Rosen 4 februari 1913 på Rockelsta slott i Helgesta i Södermanland, död 25 april 2009 i Murnau am Staffelsee i Bayern, var en svensk aktivist och människorättskämpe bosatt i Tyskland. 
Birgitta Wolf var dotter till greve Eric von Rosen och friherrinnan Mary Fock  samt syster till Carl-Gustaf von Rosen och Björn von Rosen. Efter genomgången flickskola i Stockholm studerade hon språk i Genève. Hon gifte sig första gången 1933 med industrimannen Albert Nestler och flyttade då till Tyskland men var från 1948 gift med den tyske konstnären Julius Wolf.
I Tyskland kunde hon under nazisttiden  1935–1945 hjälpa människor som var politiskt förföljda eller förföljda på grund av sin etnicitet. Genom sin släktskap med Hermann Göring, vars första hustru Carin Göring var hennes moster, hade hon goda kontakter med honom och med andra naziststorheter, vilket hon utnyttjade när det gällde att rädda politiskt förföljda fångar. Efter kriget tog hon fortlöpande hand om och hjälpte straffångar i ett flertal fängelser i förbundsrepubliken och även i Sverige. Hon besökte fängelser i Israel, Ceylon, Italien, Turkiet, Iran, Nederländerna och Schweiz, och genom sin verksamhet blev hon kallad fångarnas ängel. 1969 grundade hon den ideella organisationen Nothilfe Birgitta Wolf e.V. 
Även i Sverige gjorde hon sig känd  som människorättskämpe. Hon var med och bildade riksförbundet för humanisering av kriminalvården. Hon engagerade sig också i debatten om tvångsomhändertagande av barn i Sverige, bland annat genom boken Fallet Alexander – ett beslagtaget barn 1986. Hon utgav också ett par andra böcker.